# Windows (tema clásico)
El tema clásico de Microsoft Windows representa la interfaz de usuario de este sistema operativo usada con la introducción del menú inicio en Windows 95.
El tema clásico de Windows se refiere al estilo de control integrado de Microsoft Windows, específicamente a la variación introducida con Windows 95 y perfeccionada en versiones posteriores del sistema. A diferencia de otros estilos visuales, que se implementan mediante archivos de recursos .msstyles, el tema clásico se implementa directamente en la API de usuario y ofrece mayor personalización de tamaños y colores de elementos. Gracias a la fácil escalabilidad de la representación de fuentes, todos los símbolos utilizados por la interfaz de usuario se encuentran en una fuente llamada Marlett en lugar de mapas de bits.
Uno de los únicos cambios importantes en el tema clásico desde Windows 95 es la introducción de compatibilidad con degradados de dos colores para los títulos de las ventanas en Windows 98 al utilizar un modo de color de 16 bits o superior. El estilo de la barra de menús también se actualizó, y los botones del menú principal ahora tienen una apariencia más similar a la de un botón. En su apogeo, Windows 2000 ofrecía 22 ajustes preestablecidos diferentes para el tema clásico, incluyendo 4 ajustes preestablecidos de accesibilidad de alto contraste, algunos de los cuales también estaban disponibles en tamaños más grandes.
Desde que Windows XP introdujo un motor de temas, que permitía modificaciones más complejas de la apariencia del sistema, el tema clásico ya no se usa por defecto en las versiones cliente, pero aún podía habilitarse en el Panel de control. La mayoría de los esquemas de color se eliminaron en Windows Vista, excepto Windows estándar, los de Alto Contraste y Windows clásico, mientras que este último se eliminó en Windows 7. Aunque las versiones de servidor también incluían el motor de temas, el tema clásico se siguió usando como predeterminado por razones de rendimiento hasta Windows Server 2008 R2. Hasta Windows 8, el tema clásico se usaba para implementar ajustes de alto contraste.
Con la introducción del renderizado por software en el Gestor de ventanas del escritorio y el estilo visual Aero Lite, que también permite modificaciones similares al tema clásico, ya no es accesible para el usuario en Windows 8 y versiones equivalentes. Windows Server 2012 cambió a Aero Lite y Windows PE a Windows Básico. Sin embargo, la implementación sigue vigente por razones de compatibilidad y una aplicación puede solicitar al motor de temas que deshabilite la creación de temas para sus ventanas, lo que forzará el uso del tema clásico. Los elementos del tema clásico también son utilizados por aplicaciones que no habilitaron explícitamente la compatibilidad con estilos visuales en su manifiesto.

## Historia

### Windows 95 (1995)
Con una interfaz totalmente rediseñada, se agregó el clásico botón “X” en cada ventana para cerrarla. El equipo de diseño le brindó características de estado (activado, desactivado, seleccionado, etc) a los iconos y otras gráficas. El botón “inicio” aparece por primera vez. Un gran paso a nivel gráfico, independientemente de la calidad del sistema operativo.

### Windows 98 (1998)
Con la integración de Internet Explorer en el Escritorio de Windows los iconos de la versión 95 fueron actualizados agregando más colores y gráficas basados en la versión anterior, por defecto GUI se puede usar más de 256 colores para renderización. El Explorer cambió por completo y el Active Desktop aparece por primera vez.

### Windows XP (2001)
Como en las anteriores actualizaciones de Microsoft, este sistema operativo fue un cambio radical en la GUI. Con la opción de cambiar de Skin a la GUI, los usuarios podían manipular a gusto el aspecto de esta. Iconos de 48×48 por defecto renderizados en millones de colores. El tema fue reinventado y cambiando el tema clásico por el tema luna aunque el usuario tenía la opción de cambiarse al tema clásico.

### Windows Vista (2007)
Del mismo modo que Windows XP, también en Windows Vista el usuario podía cambiarse al tema clásico.

### Windows 7 (2009)
Representado de manera distinta pero conservando la misma apariencia, reaparece y puede alternarse con la interfaz del sistema.

## Características

### La barra de tareas
La interfaz del usuario de Windows 9x (9x se refiere a Windows 95 y Windows 98 juntos) se caracteriza por una barra en la parte inferior de la pantalla (se puede mover a otro extremo de la pantalla al hacer clic con el botón izquierdo del mouse y arrastrarla al borde deseado mientras se mantiene pulsado el botón del mouse).
Esta barra se denomina "barra de tareas". Incluye:
- El "menú Inicio" (que contiene accesos directos a aplicaciones almacenadas en su disco duro).
- La lista de ventanas abiertas en su escritorio (el escritorio de Windows es la parte de la pantalla que se encuentra sobre la barra de tareas, donde se pueden colocar accesos directos a aplicaciones en forma de iconos).
- Iconos que representan accesos directos a programas cargados en la memoria de su equipo y que se pueden configurar.

### El menú Inicio
El menú Inicio contiene accesos directos a todas las características de Windows.
Incluye los siguientes accesos directos:
- Apagar: Para apagar o reiniciar un equipo, o reiniciarlo en modo MS-DOS, pero esta última opción solo en versiones anteriores a XP.
- Ejecutar: Para ejecutar un programa mediante una línea de comandos (como en DOS). Se pueden agregar argumentos a una aplicación (por ejemplo, en "dir /s", "/s" es un argumento).
- Ayuda: Ayuda en línea de Windows.
- Buscar: Le permite buscar un archivo en el disco duro u otro equipo si se encuentra en una red.
- Panel de control: Este es el "centro de control" del equipo, donde se pueden configurar los parámetros de visualización, hardware y software.
- Programas: Aquí se encuentran vínculos a sus programas preferidos. Se puede modificar al dirigirse a Panel de control/Barra de tareas y menú Inicio y hacer clic en menú Inicio.

El menú puede incluir otros accesos directos también, como ser:
- Documentos: Lista de los documentos abiertos recientemente
- Favoritos: Le permite ordenar sus accesos directos preferidos, ya sea en Internet o en su disco duro

etc.

### El escritorio
El escritorio es el resto del espacio que aparece en la interfaz del usuario. Puede copiar todos los accesos directos que desee en él, cambiar su imagen de fondo y realizar muchas otras operaciones.